# 145475 Рехобот
145475 Рехобот (145475 Rehoboth) — астероїд головного поясу, відкритий 12 жовтня 2005 року.
Тіссеранів параметр щодо Юпітера — 3,335.